# Jeune Fille assise
Pour les articles homonymes, voir Jeune Fille assise, robe persane et Jeune Fille assise, un livre à la main.
Jeune Fille assise est un tableau réalisé par le peintre français Henri Matisse vers 1909. Cette huile sur toile représente une jeune femme aux cheveux noirs assise sur une chaise devant un mur vert, sur un sol rouge. L'œuvre est conservée depuis 1976 au musée Ludwig, à Cologne, en Allemagne.